# ТЕС BLCP
12°38′40″ пн. ш. 101°9′38″ сх. д. / 12.64444° пн. ш. 101.16056° сх. д.
ТЕС BLCP (ТЕС Мап-Та-Пхут) – теплова електростанція у тайській провінції Районг.
Станцію спорудили на намивному майданчику площею 96 гектарів, який створили на вході до порту Мап-Та-Пхут (обслуговує кілька підприємств потужної індустріальної зони). В 2006 та 2007 роках тут ввели в дію два класичні конденсаційні блоки з паровими турбінами потужністю по 717 МВт.
Як паливо використовують вугілля, яке імпортують з Австралії та Індонезії. Для його доставки станція має власні портові потужності із глибинами не менше 15 (за іншими даними – 17) метрів, а зберігання відбувається у сховищі ємністю 662 тисячі тон. У 2023-му власники ТЕС оголосили, що вивчають можливість заміни до 20% палива на аміак. 
Для видалення продуктів згоряння спорудили димар заввишки 200 метрів із діаметром 6,8 метра.
Охолодження відбувається за допомогою морської води.
Видача продукції відбувається по ЛЕП, розрахованій на роботу під напругою 500 кВ.
Проект реалізували через компанію BLCP Power, що належить на паритетних засадах тайській багатопрофільній групі Banpu та Electricity Generating Public Company (EGCO, створена у середині 1990-х шляхом приватизації частини активів державного електроенергетичного холдингу EGAT).